# Охотничье (Белогорский район)
Охо́тничье (до 1948 года Борага́н; укр. Охотниче, крымскотат. Borağan, Борагъан) — исчезнувшее село в Белогорском районе Республики Крым, на территории Ароматновского сельсовета. Располагалось на юго-западе района, в пределах Внутренней гряды Крымских гор, в верховьях долины реки Зуя, примерно в 1,5 км западнее современного села Межгорье.

## История
Первое документальное упоминание села встречается в Камеральном Описании Крыма… 1784 года, судя по которому, в последний период Крымского ханства Бораксан входил в Аргынский кадылык Карасубазарского каймаканства. После присоединения Крыма к России (8) 19 апреля 1783 года, (8) 19 февраля 1784 года, именным указом Екатерины II сенату, на территории бывшего Крымского Ханства была образована Таврическая область и деревня была приписана к Симферопольскому уезду. После Павловских реформ, с 1796 по 1802 год, входила в Акмечетский уезд Новороссийской губернии. По новому административному делению, после создания 8 (20) октября 1802 года Таврической губернии, Бораган был включён в состав Аргинской волости Симферопольского уезда.
По Ведомости о всех селениях в Симферопольском уезде состоящих с показанием в которой волости сколько числом дворов и душ… от 9 октября 1805 года в деревне Бораган числилось 16 дворов и 98 жителей, исключительно крымских татар. На военно-топографической карте генерал-майора Мухина 1817 года Бараган обозначен с 20 дворами. После реформы волостного деления 1829 года Бараган, согласно «Ведомости о казённых волостях Таврической губернии 1829 года», остался в составе преобразованной Аргинской волости. На карте 1836 года в деревне 12 дворов. Видимо, вследствие эмиграции крымских татар в Турцию, деревня опустела и на карте 1842 года Бараган обозначен условным знаком «малая деревня», то есть менее 5 дворов.
В 1860-х годах, после земской реформы Александра II, деревню приписали к Зуйской волости. В «Списке населённых мест Таврической губернии по сведениям 1864 года», составленном по результатам VIII ревизии 1864 года, Бораган (Тав-Бораган) — казённая татарская деревня с 8 дворами, 35 жителями и мечетью при источникѣ Салкинъ-Су. По обследованиям профессора А. Н. Козловского начала 1860-х годов, в селении «имеются в изобилии родники и горные ручейки», также были  колодцы с пресной водой глубиной не более 3—5 саженей (6—10 м). На трёхверстовой карте 1865—1876 года в деревне Бураган обозначено 6 дворов. На 1886 год в деревне Тавбараган, согласно справочнику «Волости и важнѣйшія селенія Европейской Россіи», проживало 78 человек в 15 домохозяйствах, действовала мечеть. В «Памятной книге Таврической губернии 1889 года» по результатам Х ревизии 1887 года записан Бераган с 17 дворами и 102 жителями.
После земской реформы 1890 года, Тав-Бораган остался в составе Зуйской волости. На верстовой карте 1890 года в деревне также обозначено 11 дворов с татарским населением. Согласно «…Памятной книжке Таврической губернии на 1892 год», в деревне Тав-Бараган, входившей в Аргинское сельское общество, было 80 жителей в 10 домохозяйствах, на 350 десятинах собственной земли. По «…Памятной книжке Таврической губернии на 1902 год» в деревне Тав-Бораган, входившей в Аргинское сельское общество, числилось 83 жителя в 9 домохозяйствах. По Статистическому справочнику Таврической губернии. Ч.II-я. Статистический очерк, выпуск шестой Симферопольский уезд, 1915 год, в деревне Тав-Бараган Зуйской волости Симферопольского уезда числилось 8 дворов с татарским населением в количестве 41 человек приписных жителей и 19 — «посторонних».
После установления в Крыму Советской власти, по постановлению Крымревкома от 8 января 1921 года была упразднена волостная система и село включили в состав вновь созданного Подгородне-Петровского района Симферопольского уезда, а в 1922 году уезды получили название округов. 11 октября 1923 года, согласно постановлению ВЦИК, в административное деление Крымской АССР были внесены изменения, в результате которых был ликвидирован Подгородне-Петровский район и образован Симферопольский и село включили в его состав. Согласно Списку населённых пунктов Крымской АССР по Всесоюзной переписи 17 декабря 1926 года, в селе Тав-Бараган, Нейзацкого сельсовета Симферопольского района, числилось 20 дворов, все крестьянские, население составляло 72 человека, из них 75 татар и 7 русских. Постановлением ВЦИК от 10 июня 1937 года был образован новый, Зуйский район, в который вошло село. По данным всесоюзной переписи населения 1939 года в селе проживало 73 человека. В период оккупации Крыма, 13 и 14 декабря 1943 года, в ходе операций «7-го отдела главнокомандования» 17 армии вермахта против партизанских формирований, была проведена операция по заготовке продуктов с массированным применением военной силы, в результате которой село Бураган было сожжено и все жители вывезены в Дулаг 241.
В 1944 году, после освобождения Крыма от фашистов, согласно постановлению ГКО № 5859 от 11 мая 1944 года, 18 мая все крымские татары были депортированы в Среднюю Азию. 12 августа 1944 года было принято постановление № ГОКО-6372с «О переселении колхозников в районы Крыма» и в сентябре 1944 года в район приехали первые новоселы (212 семей) из Ростовской, Киевской и Тамбовской областей, а в начале 1950-х годов последовала вторая волна переселенцев из различных областей Украины. С 25 июня 1946 года Тав-Бараган в составе Крымской области РСФСР. Указом Президиума Верховного Совета РСФСР, от 18 мая 1948 года, Бураган был переименован в Охотничье. 26 апреля 1954 года Крымская область была передана из состава РСФСР в состав УССР.
После ликвидации в 1959 году Зуйского района, село включили в состав Белогорского. Упразднено до 1960 года, поскольку в «Справочнике административно-территориального деления Крымской области на 15 июня 1960 года» селение уже не значилось (согласно справочнику «Крымская область. Административно-территориальное деление на 1 января 1968 года» — в период с 1954 по 1968 годы). Сейчас на месте села безымянные постройки.

### Динамика численности населения
| - 1805 год — 98 чел. - 1864 год — 35 чел. - 1886 год — 78 чел. - 1889 год — 102 чел. - 1892 год — 80 чел. | - 1902 год — 83 чел. - 1915 год — 41/19 чел. - 1926 год — 72 чел. - 1939 год — 73 чел. |